# 307P/LINEAR
307P/LINEAR je periodični komet iz Jupiterove obitelji kometa.